# 少脉毛椴
少脉毛椴（学名：Tilia paucicostata var. yunnanensis）为椴树科椴树属下的一个变种。

## 扩展阅读
- 維基物種上的相關：少脉毛椴